# Holoplatys braemarensis
Holoplatys braemarensis là một loài nhện trong họ Salticidae. Loài này được phát hiện ở Queensland.